# Динар Арабского халифата
Динар Арабского халифата — средневековая золотая монета, служившая денежной единицей на территории Арабского халифата с конца VII век до XIII века. Мусульманские государства, возникшие на развалинах халифата, также использовали золотые монеты с названием динар в качестве денежных единиц. Во многих странах современного Арабского мира, а также в некоторых республиках бывшей Югославии динар используется в качестве денежной единицы до сих пор.

## Предпосылки появления
В VII веке на территории недавно возникшего Арабского халифата изначально действовали параллельно византийская и сасанидская денежные системы: основной византийской денежной единицей была золотая номисма весом 4,45 грамма с портретом императора на аверсе, основной сасанидской — серебряная драхма весом примерно 4 грамма с царским профилем на лицевой стороне. Большая часть Аравии находилась в зоне драхмы, золотые монеты преобладали только в северо-западной части, однако везде при расчётах свободно принимались монеты обеих систем, которые постепенно приобрели арабские названия, упоминаемые даже в Коране. Золотую византийскую монету арабы стали называть динаром, а сасанидскую серебряную драхму — дирхемом.
Согласно сохранившимся источникам, за 1 динар в Мекке в то время давали 10 дирхемов, о соответствующем курсе за пределами Аравийского полуострова в то время сведений не сохранилось. Исходя из указанного соотношения, исследователи указывают на непомерную дороговизну серебра в Аравии, так как за 40 грамм серебра давалось целых 4,45 грамма золота (в Византии того периода серебро было в 14,4 раза дешевле золота). Это отчасти объясняет тот факт, что к концу правления халифа Умара (ум. 644) обменный курс выглядел уже как 12 персидских дирхемов к 1 византийскому динару, а затем и 14 к 1. Хотя, по некоторым данным, речь шла о дирхемах разного веса.

## Появление и история обращения
|                                           |  |                        |  |                       |  |                            |
| Пореформенный динар халифа Абд аль-Малика |  | Динар халифа Сулеймана |  | Динар халифа Язида II |  | Динар халифа аль-Валида II |

По утверждению аль-Макризи, первым стал чеканить собственные динары ещё омейядский халиф Муавия I (ум. 680). На его динарах был изображён сам халиф в полный рост с мечом на поясе. Однако появление собственно арабской денежной системы большинство авторов связывают с денежной реформой халифа Абд аль-Малика, проводившейся около 695—697 годов (самый старый переходного типа динар Абд аль-Малика, сохранившийся до наших дней, датирован 76 годом Хиджры или 695—696 годами). В столице халифата Дамаске был построен первый монетный двор, начавший чеканку золотых динаров с надписями на арабском языке. Судя по дошедшим до нас образцам, самые первые динары можно назвать переходными от византийских монет с изображением императора к собственно арабским динарам, содержащим на себе только надписи. На аверсе первых динаров была изображена фигура стоящего халифа Абд аль-Малика с трёххвостой плёткой в руке, подпоясанного мечом. Вокруг фигуры халифа помещалась шахада на арабском языке «Во имя Аллаха, нет Божества, кроме Аллаха, и Мухаммад — Посланник Аллаха». В центре реверса ещё содержалось изображение деформированного креста на трёхступенчатом возвышении, вокруг которого помещалась арабская надпись, указывающая год чеканки. В 77 году Хиджры (696—697 годах) в Дамаске началась чеканка динара нового типа стандартным весом 4,25—4,27 грамма с цитатой из корана (9:33) «Мухаммад — Посланник Аллаха, он послал его с руководством и истинной религией, чтобы он возвысил её над всеми религиями». Появление динара нового типа (без изображений, с одними только арабскими надписями) арабские историки иногда датируют 74 или 76 годами Хиджры, однако динары нового типа, отчеканенные в эти годы, пока не обнаружены. Динар нового типа чеканился номиналом 1 динар, 1/2 и 1/3 динара. Вес дробных номиналов неизвестен.
Помимо Дамаска, монетные дворы для чеканки арабских монет были открыты в Хомсе, Табарии, Халебе (Алеппо), Иерусалиме, Аммане, Курисе, Баальбеке, Эдессе, Манбидже, Харране и Киннесрине. В ходе своей реформы Абд аль-Малик установил стандартный вес динара в 4,25 грамма (20 киратов по 3 хабба), что соответствовало приблизительно 1 и 3/7 дирхема как меры веса. Дирхем в качестве меры веса стал соответствовать 3,125 грамма. Одновременно с выпуском динара в Дамаске вали Ирака аль-Хаджжадж начал чеканить дирхемы нового типа весом 3 грамма, на которых полностью воспроизводился 33-й аят 9-й суры. В результате обменный курс установился как 14 дирхемов за 1 динар. Введение нового динара на территории халифата осуществлялось постепенно. В Ираке, Иране и Армении продолжалась чеканка монет доисламского типа, однако их использование в халифате последовательно сокращалось, а по мере исламизации этих стран прекращалась и их чеканка. Монеты старого типа изымались и переплавлялись в арабские. Разным было и количественное соотношение между динаром и дирхемом в денежном обращении разных провинций халифата, к примеру, в Армении динар вообще не получил широкого распространения, здесь при расчётах в основном использовался серебряный дирхем, который чеканился на нескольких монетных дворах в самой Армении. Схожая ситуация складывалась и в других отдалённых провинциях халифата.
После прихода к власти династии Аббасидов в 750 году внешний вид арабских монет несколько изменился: на поле реверса и дирхемов, и динаров стали чеканить в три строки «Мухаммад — Посланник Аллаха». Динары по своему дизайну стали походить на дирхемы. До 200 года Хиджры (815—816 годы) на динарах, видимо, не помещалось наименование монетного двора. На динарах и дирхемах первых аббасидских халифов, как и на монетах Омейядов, имя халифа не указывалось. Первым, кто стал иногда чеканить своё имя на монетах, стал халиф аль-Махди (ум. 785), а со времён аль-Мутасима (ум. 842) упоминание халифа почти постоянно встречается на аверсе динаров и дирхемов. К имени халифа на монетах вначале присоединялся один из его титулов — амир аль-муминин, халиф, наместник Аллаха или имам, а иногда и сочетание двух титулов; перед именем халифа зачастую помещалось словосочетание «раб Аллаха». С 218 года Хиджры (833—834 годы) вместо имён халифов на монетах появляются их лакабы («Уповающий на Аллаха», «Доверяющий Аллаху» и т. п.). Кроме самих халифов со времён аль-Махди на монетах стали упоминаться имена или лакабы наследников халифа, а Харун ар-Рашид (ум. 809) также помещал на монеты кунью своей жены Зубейды — «Умм Джафар» или «Умм халиф». С 170 года Хиджры (786—787 годы) на динарах, чеканенных на провинциальных монетных дворах, стали помещаться также имена наместников соответствующих провинций.
По словам аль-Макризи, первым халифом, который отказался от непосредственного контроля за чеканкой монет, был Харун ар-Рашид, который передал соответствующие полномочия своему фавориту Джафару Бармакиду. С тех пор это стало традицией, в результате которой дирхем стал постепенно терять в весе. Уже в IX веке соотношение между динаром и дирхемом изменилось до 1 к 20. Ослабление власти аббасидских халифов сопровождалось появлением на монетах упоминаний лиц, фактически управлявших халифатом или его частями: уже халиф аль-Мустакфи Биллах в 945 году приказал упоминать на монетах не только себя и своего сына, но и бувайхида Ахмада ибн Бувайха.
В дальнейшем, когда Аббасидский халифат стал распадаться на отдельные государства, правители некоторых из них стали чеканить динары, несколько отличавшиеся от стандарта Абд аль-Малика, к примеру, в государствах Альмохадов и Айюбидов выпускались динары весом 4,722 грамма. Дошедшие до нас динары середины X — конца XII веков представляют собой, в основном, динары, которые чеканились не самими аббасидскими халифами, а правителями независимых осколков халифата, формально признававшими над собой духовную власть багдадских халифов и поэтому указывавшими их имена на своих монетах. Временное возрождение собственной массовой чаканки динаров и дирхемов, вероятно, произошло при халифе ан-Насире (1180—1225), который указывал на монетах своё имя и имя своего старшего сына, будущего халифа аз-Захира. Последующие халифы продолжали собственную чеканку динаров вплоть до ликвидации халифата монголами в 1258 году.
|                        |  |                         |  |                       |  |                        |
| Динар халифа ар-Рашида |  | Динар халифа аль-Кахира |  | Динар халифа аль-Мути |  | Динар халифа ан-Насира |

## Влияние на денежное обращение
Арабский динар надолго пережил существование Арабского халифата и до сих пор остаётся основной денежной единицей мусульманского мира. В настоящее время наименование динара используют 10 государств Средиземноморья и Персидского залива. В большинстве этих стран динар (или денар, как в Македонии) является денежной единицей, только в Иране это разменная монета (100 иранских динаров = 1 риал). Интересно, что динар служил в качестве денежной единицы в преимущественно немусульманской Югославии, что связано с долгим нахождением большинства её территории в составе Османской империи. После распада Югославии многие возникшие на её территории государства также переняли название динар для своих денежных единиц.
В современном мире предпринимаются попытки создания новых мусульманских денежных единиц с названием динар, в том числе и в качестве международной валюты. В середине 1990-х годов премьер-министр Турции Эрбакан выступил с проектом исламского золотого динара в качестве единой валюты мусульманских государств, которая стала бы альтернативой доллару США. В дальнейшем эту идею поддержали король Марокко Хасан II и премьер-министр Малайзии Махатхир Мохамад. В 2000 году была запущена электронная платёжная система E-dinar и учреждены две компании для чеканки золотых динаров и серебряных дирхемов — E-dinar Ltd. (Лабуан) и E-dinar FZ-LLC (Дубай). В ноябре 2001 года в Дубае состоялась презентация введения в обращение золотых динаров весом 4,25 грамма и серебряных дирхамов весом 3 грамма. Осенью 2006 года чеканка золотых монет номиналом 1 динар, 1/2 и 1/4 динара началась и в малайзийском султанате Келантан. В 2008 году началось обращение золотых динаров на рынке Индонезии.
Летом 2015 года группировка «Исламское государство» приступила к чеканке собственных золотых монет номиналом 1 динар (весом 4,25 грамма) и 5 динаров (весом 9,5 грамма). Официальный курс, установленный группировкой, составил 139 долларов за 1 динар.